# Mureils
Mureils é uma comuna francesa na região administrativa de Auvérnia-Ródano-Alpes, no departamento de Drôme. Estende-se por uma área de 5,45 km². Em 2010 a comuna tinha 477 habitantes (densidade: 87,5 hab./km²).